# لا جولا شورز
لا جولا شورز (بالإنجليزية: La Jolla Shores)‏ هو شاطئ ومجتمع سياحي وسكني لقضاء العطلات ويقعُ في لا جولا (أو لاهويا)، سان دييغو، كاليفورنيا. المنطقة التجارية لا جولا شورز هي قرية متعددة الاستخدامات تحيط بلوريت بارك (بالإنجليزية: Laureate Park)‏ في أفينيدا دي لا بلايا (بالإنجليزية: Avenida de la Playa)‏ في قرية لا جولا شورز.
يمتدُّ الشاطئ على ما يقربُ واحد ميل (1.6 كـم)، من منحدرات البحر مباشرة إلى شاطئ بلاكس جنوب حديقة توري باينز الحكومية. تلتقي شورز مع معهد سكريبس للحرم الجامعي لعلوم المحيطات ومنتزه كيلوج، ويشمل رصيف سكريبس ويحدُّ محمية حديقة سان دييغو لا جولا البيئيّة (بالإنجليزية: San Diego-La Jolla Underwater Park)‏ إلى الجنوب. يعد الشاطئ نقطة انطلاق شهيرة لصانعي الكاياك حيث أنه قارب الشاطئ الوحيد الذي يتمُّ إطلاقه في حدود مدينة سان دييغو. يشتهر الشاطئ أيضًا بين ممارسي رياضة التجديف والسباحين والسباحين. الطرف الجنوبي من الشاطئ غني بشكل خاص بحيوانات الحياة البريّة. خلال أوقات معينة من العام، تنتشر أسماك القرش النمرية، وسمك الراي اللساع، والراي اللساع المستدير، وأنواع أسماك الجيتار. تعتبر السلاحف البحرية الخضراء وأسماك القرش عريضة الأنف بعيدة المنال ولكن يمكن العثور عليها بعيدًا عن الشاطئ. يُوصَف من قِبل بعض المصادر المحليّة بأنه «أفضل شاطئ في المنطقة»، يظهر لا جولا شورز بانتظام في عرض ترو تي في وعروض أخرى من هذا القبيل.

## روابط خارجية
- لا جولا شورز.
- معهد سكريبس لعلوم المحيطات